# Circondario di Schwerin (Warthe)
Il circondario di Schwerin (Warthe) era un circondario tedesco, nella provincia prussiana del Brandeburgo.

## Storia
Il circondario fu creato dallo smembramento del circondario di Birnbaum.

## Suddivisione
Al 1º gennaio 1945 il circondario comprendeva le città di Blesen e Schwerin (Warthe), 41 comuni e 3 Gutsbezirk.